# 科姆洛什德
科姆洛什德，是匈牙利绍莫吉州所辖的一个村。总面积7.46平方公里，总人口191，人口密度25.6人/平方公里（2011年1月1日）。